# Cynathea mechowi
Cynathea mechowi är en spindelart som först beskrevs av Karsch 1881.  Cynathea mechowi ingår i släktet Cynathea och familjen krabbspindlar.
Artens utbredningsområde är Angola. Inga underarter finns listade i Catalogue of Life.